# Kim Taek-soo
Kim Taek-soo (kor. 김택수; ur. 25 maja 1970) – południowokoreański tenisista stołowy, dwukrotny brązowy medalista igrzysk olimpijskich, multimedalista mistrzostw świata i igrzysk azjatyckich.
Trzykrotnie wziął udział w letnich igrzyskach olimpijskich. Podczas igrzysk w Barcelonie w 1992 roku zdobył dwa brązowe medale olimpijskie – w singlu i deblu (razem z Yoo Nam-kyu). Podczas igrzysk w Atlancie w 1996 roku był piąty w singlu i deblu, a na kolejnych igrzyskach, w 2000 roku w Sydney, zajął piąte miejsce w grze podwójnej i siedemnaste w grze pojedynczej.
W latach zdobył dziewięć brązowych medali mistrzostw świata – w 1991 roku jeden w grze pojedynczej, w latach 1993–2003 cztery w grze podwójnej (jego partnerami w deblu byli Yoo Nam-kyu w 1993 roku, Park Sang-joon w 1999 roku oraz Oh Sang-eun w 2001 i 2003 roku), a w latach 1995–2004 cztery w grze drużynowej.
W latach 1990–2002 zdobył dziewięć medali igrzysk azjatyckich (dwa złote, pięć srebrnych i dwa brązowe).